# Farewell to the World
Farewell to the World è un album dal vivo del gruppo musicale rock australiano Crowded House, pubblicato nel 2006 ma registrato nel 1996.

## Tracce
1. Mean to Me – 4:11
2. World Where You Live – 3:33
3. When You Come – 5:54
4. Fall at Your Feet – 3:25
5. Better Be Home Soon – 4:43
6. Distant Sun – 4:51
7. Locked Out – 3:49
8. Something So Strong – 3:51
9. Italian Plastic – 3:51
10. Weather with You – 5:22
11. Fingers of Love – 5:35
12. In My Command – 4:26
13. Throw Your Arms Around Me – 2:57
14. Don't Dream It's Over – 6:22

## Formazione
- Neil Finn - voce, chitarra, piano
- Nick Seymour - basso, cori
- Mark Hart - chitarre, tastiere, cori
- Paul Hester - batteria, percussioni, cori